# Vincent Onovo
Chukwuebuka Vincent Onovo (Agbani, 1995. december 10. –) nigériai labdarúgó.

## Pályafutása

### Klubcsapatokban
Onovo 2014-ben szerződött a finn Inter Turku csapatához, melynek színeiben két kupadöntőt is játszhatott, bár csapata mindkettőt elveszítette. 2016-ban szerződött a Helsingin JK csapatához, mellyel 2017-ben bajnokságot és kupagyőzelmet ünnepelhetett. 2018. február 19-én az Újpest a hivatalos honlapján jelentette be, hogy szerződtették. A fővárosi klubbal kétszer nyert Magyar Kupát, összesen 127 tétmérkőzésen lépett pályára a klub színeiben, ezalatt pedig hatszor talált az ellenfelek kapujába. 2021. augusztus 17-én jelentették be, hogy a dán Randers csapata szerződtette, Onovo 2024 nyaráig írt alá új klubjához. 2022. február 14-én előző csapata a hivatalos oldalán jelentette be, hogy Vincent "több játéklehetőségre vágyik" emiatt a labdarúgó felvette a kapcsolatot előző klubjával és visszaigazolt kölcsönbe a IV. kerületi Újpesthez.

### A válogatottban
2021 júniusában meghívót kapott Gernot Rohr szövetségi kapitánytól a nigériai válogatott keretébe a sérült William Troost-Ekong helyére, aki a június 5-ei, Kamerun elleni felkészülési mérkőzésen sérült le. A válogatott három nappal később Bécsújhelyen újra Kamerun ellen lépett pályára, azonban Onovo nem kapott játéklehetőséget.

## Sikerei, díjai
Inter Turku
- Finn kupadöntős: 2014, 2015

 Helsingin JK
- Finn bajnok: 2017
- Finn bajnoki ezüstérmes: 2016
- Finn kupagyőztes: 2017
- Finn kupadöntős: 2016

 Újpest
- Magyar kupagyőztes: 2018, 2021